# Житомирське
Жито́мирське (крим. Jıtomırske, до 1948 — 6-а переселенська ділянка, до 2023 року — Ла́рине) — село Джанкойського району Автономної Республіки Крим. Населення становить 399 осіб. Орган місцевого самоврядування — Майська сільська рада. Розташоване на півдні району.

## Географія
Житомирське — село на південному сході району, у степовому Криму, на стику кордонів з Білогірським і Нижньогірським районами, висота над рівнем моря — 28 м. Сусідні села: Мішен-Найман за 2 км на північний захід, смт Азовське за 4,5 км на північний схід і Нахімове Білогірського району за 2,5 км на південь. Відстань до райцентру — близько 31 кілометри, найближча залізнична станція — Азовська (на лінії Джанкой-Феодосія) — близько 5,5 км.

## Історія
6-а переселенська ділянка виникла на території Азовського району, судячи за доступних джерел, ймовірно, відразу після німецько-радянської війни, коли планово здійснювалося заселення Криму після депортації кримських татар. Указом Президії Верховної Ради Російської РФСР від 18 травня 1948 року, 6-ій переселенській ділянці присвоїли назву Ларине. Указом Президії Верховної Ради УРСР «Про укрупнення сільських районів Кримської області», від 30 грудня 1962 року Азовський район був скасований і село приєднали до Джанкойського.
12 травня 2016 року постановою Верховної Ради України № 1352-VIII село перейменовано на Житомирське відповідно до вимог закону «Про засудження комуністичного та націонал-соціалістичного (нацистського) тоталітарних режимів в Україні та заборону пропаганди їхньої символіки». Постанова набрала чинности у 2023 році.